# Bauyrzhan Baimukhammedov
Bauyrzhan Baimukhammedov (15 de febrero de 1948 - 5 de abril de 2015) fue un entrenador y jugador de fútbol kazajo que jugaba en la demarcación de delantero.

## Clubes

### Como futbolista
| Club                         | País              | Año         | Partidos | Goles |
| ---------------------------- | ----------------- | ----------- | -------- | ----- |
| FC Ordabasy Shymkent         | RSS de Kazajistán | 1965 - 1968 | ¿?       | ¿?    |
| FC Kairat Almaty             | RSS de Kazajistán | 1968 - 1969 | 20       | 1     |
| FC Ordabasy Shymkent         | RSS de Kazajistán | 1969        | 2        | 0     |
| FC Kairat Almaty             | RSS de Kazajistán | 1969 - 1970 | 14       | 0     |
| FC Ordabasy Shymkent         | RSS de Kazajistán | 1970 - 1971 | ¿?       | 4     |
| FC Astana-64                 | RSS de Kazajistán | 1971 - 1974 | ¿?       | 24    |
| FC Shakhter Karagandá        | RSS de Kazajistán | 1974 - 1975 | 30       | 5     |
| FC Zvezda Perm               | RSFS de Rusia     | 1975 - 1978 | 114      | 20    |
| FC Shakhter Karagandá        | RSS de Kazajistán | 1978 - 1979 | 29       | 4     |
| FC Chernomorets Novorossiysk | RSFS de Rusia     | 1979 - 1981 | 28       | 3     |
| FC Ordabasy Shymkent         | RSS de Kazajistán | 1981 - 1982 | 34       | 14    |
| FC Astana-64                 | RSS de Kazajistán | 1982 - 1984 | 38       | 3     |
| FC Ordabasy Shymkent         | RSS de Kazajistán | 1987        | 19       | 3     |

### Como entrenador
| Club                              | País              | Año         |
| --------------------------------- | ----------------- | ----------- |
| FC Ordabasy Shymkent              | RSS de Kazajistán | 1982        |
| FC Ordabasy Shymkent              | RSS de Kazajistán | 1986 - 1988 |
| FC Ordabasy Shymkent              | RSS de Kazajistán | 1989 - 1991 |
| FC Astana-64                      | Kazajistán        | 1993 - 1994 |
| Selección de fútbol de Kazajistán | Kazajistán        | 1994        |
| FC Zhemchuzhina-Sochi             | Rusia             | 1995 - 1996 |
| FC Shakhter Karagandá             | Kazajistán        | 1998        |
| FC Ordabasy Shymkent              | Kazajistán        | 2001        |
| FC Akzhayik                       | Kazajistán        | 2007        |
| FC Ordabasy Shymkent              | Kazajistán        | 2008        |
| FC Caspiy                         | Kazajistán        | 2010 - 2011 |
| FC Akzhayik                       | Kazajistán        | 2013 - 2014 |